# レッドマン
『レッドマン』は、1972年4月24日から10月3日まで、日本テレビ系の子供番組『おはよう!こどもショー』内で放送された円谷プロダクション制作の特撮コーナードラマおよび主人公の名である。
放映時間は1回当たり5分間、月曜から土曜の朝7時30分ごろ - 7時35分ごろ放送。1話完結。第94話から第99話のみ連作。全138話。

## 概要
『ウルトラファイト』と同様、レッドマンと怪獣が戦う格闘番組である。『おはよう!こどもショー』がマンネリ化対策として大幅リニューアルする際、当時の第二次怪獣ブームに便乗する形で企画された。『ウルトラファイト』との違いは、番組に一切ナレーションが入らないことと、本編の前後で怪獣おじさん（朝戸鉄也）が登場して怪獣の解説をしていたことが挙げられる。
「レッドマン」の名称は、これまで『ウルトラマン』『ウルトラセブン』などの企画時に用いられていた仮名称から譲り受けられたものである。
登場怪獣は『帰ってきたウルトラマン』に登場したものを中心にしつつ、他の円谷プロ作品に登場した怪獣も登場している。『ウルトラマン』と『ウルトラセブン』の多くの怪獣はアトラクション用の改造で、『帰ってきたウルトラマン』と『ミラーマン』の怪獣は撮影用のものが使用された。
野山や砂浜、撮影当時はまだ豊富に残っていた造成地などを主なロケ地としている。背の高い草藪の中や波打ち際で戦う場面がたびたびあるなど、レッドマンも怪獣も見た目は等身大で映っているにもかかわらず、設定上ではどちらも巨大とされているため、格闘シーンには重々しい効果音が入る。
再放送は長らく行われず、映像メディアもLD-BOXのみという状態だったが、CS放送のチャンネルNECOでは2013年4月13日より、本放送当時の関係者やその回の登場怪獣の簡単な紹介も挿入しながら再放送された。また、作中ではレッドマンの新規スーツのアクションシーンも放映された。
円谷プロの公式YouTubeチャンネル「ウルトラチャンネル」でも2016年3月31日より、毎週月曜日から金曜日まで1話ずつ配信されている。この配信開始からまもなく、インターネット上では「赤いあいつ」「通り魔」などと呼ばれるようになり、大きな話題となった。
2013年に『ウルトラマン』が「最も派生テレビシリーズが作られたテレビ番組」としてギネス世界記録に認定された際には、本作品も『ウルトラマン』の派生作品の1つに数えられている。

## レッドマン
レッド星雲のレッド星からやってきた平和を愛する戦士。
その名の通り全身が赤を基調としており、顔や胸・背中の模様や手袋・ブーツ・ベルトが銀色で意匠されたデザインとなっている。頭部は清朝の暖帽をかぶっているウルトラマンのようなルックスで、耳は独楽の上にアンテナ状のものが立った形状になっている。
番組の構成上、怪獣が街中に出現して悪さをする場面がなく、冒頭で野原などを徘徊している怪獣を発見したレッドマンが猛然と挑みかかり、戦闘開始となる。そのため、レッドマンが一方的に襲いかかっているようにしか見えない場面も見られた。それゆえ、レッドマンはファンから「赤い通り魔」との異名をとっており、これは円谷プロの公式エイプリルフールネタでも使用されている。また、レッドマンには台詞が存在せず、「イヤッ」「トォーッ」といった掛け声と必殺技の名前（「レッドアロー！」など）を発するのみで番組が進行する。
2013年にチャンネルNECOで放送された際には、「怪獣たちが次々と襲い、地球を守るために戦っている」というようなナレーションが流れている。

### ファイトスタイル
格闘を主とした肉弾戦を得意とする。戦法として、怪獣をパンチやキック、投げ技で弱らせたうえ、レッドナイフやレッドアローなどの武器でとどめを刺すことが多く、光線などの必殺技はあまり使われなかった。怪獣に馬乗りになってレッドアローで滅多刺しにする、レッドナイフで首をはねる、怪獣の頭部を何度も地面に叩きつけた後に頸椎をへし折る、怪獣を崖から投げ落とすなど、フィニッシュのバリエーションは多彩である。決着後は倒した怪獣を見下ろすように仁王立ちし、胸を張ってやや上方を見上げるのが通例とされ、勝利のポーズとして右手を高く掲げることがある。
作中では過剰な攻撃性を表していた。以下に数例を示す。
- 戦う意志が無く、逃げようとしている怪獣に対して「レッドファイト！」と叫び、無理やり戦闘を仕掛ける。
- すでに倒れて動かなくなっている怪獣に、とどめとしてレッドアローを突き刺す。数体いる場合には、念入りに1匹ずつ突き刺す。
- すでに決着がついたにもかかわらず、戦いのダメージで動けない怪獣を崖っぷちまで引きずっていき、そこから（レッドフォールで）投げ落とす。

この作品における怪獣は戦闘で倒されても爆発や消滅などはせず、死体はその場に残るという特徴がある。そのため、怪獣の死体を放置したままレッドマンがその場を立ち去る（レッドアローなどの武器もそのまま置いていく）という場面が、ラストシーンとして多用された。
設定上は空を飛ぶことが可能だが、戦闘終了後は徒歩で去っていく描写が多い。
これらの演出は、本作品が全編にわたって16ミリフィルムで撮影されたことから、当時主流であった特撮パートを35ミリフィルムで撮影して行う光学合成が出来ず、光線技が使えなかったという事情による。子供を飽きさせないようにパターンを変えて表現していた結果「フィニッシュがややエスカレートしていった面もあった」と、本作品がキャメラマンとしてのデビュー作となった大岡新一は語っている。しかし、大岡の工夫によって第137話のみ、スーパーインポーズの技術を利用して光線を合成することに成功している。

### 必殺技と武器
レッドパンチ、レッドキック
レッドマンの基本戦法。ヒットした際の効果音から威力はかなりのものと推測され、強烈な打撃のみで怪獣を倒すこともあった。レッドキックは跳び蹴りや前転するようにして敵の目の前で倒立し、同時に顔面を蹴るというアクロバティックな技でとどめを刺すことが多かった。
レッドチョップ
怪獣の頭部へ打ち下ろしの手刀を叩き込む。ジャンプなどの予備動作で落差を付ける場合が多い。レッドキックとこの技は、繰り出す際に「レッドチョップ！」「レッドキック！」という専用の掛け声がある。
レッドアロー
アローと名付けられているが、いわゆる手槍である。石突が十字架の形をしている。戦闘の最中に超能力によって実体化する。手に持った状態で相手を突き刺す、投擲武器として用いるなど、汎用性が高い。また、至近距離からの投擲では、怪獣の胴体を2体まとめて串刺しにするほどの驚異的な貫通力を誇る。また、刺さると爆発する（本体は残る）こともある。
- プロップは『帰ってきたウルトラマン』のウルトラクロスの改造。

レッドナイフ
大型のナイフで、短剣と呼べるほどのサイズである。先端に向かって刀身の幅が広がる独特の形状をしており、レッドアローと同じくどこからともなく瞬時に取り出す。レッドアローほど凝った造形ではないが殺傷能力は抜群であり、先端から「レッドショット」として弾丸を発射することも可能。また、レッドアローと同じく投擲武器として用いる場合もあり、レッドナイフが命中した部分は発火炎上する。初期は2本使用していたが（2013年再放送時にもそう解説された）、後に3本目も登場している。
レッドフォール
怪獣を頭上に高々と持ち上げ、投げ落とす技。その場に投げ落とす場合と、崖から谷底へ落とす場合がある。主に虫の息となった怪獣へのとどめに使用するが、ゼットンのような強敵には打つ手無しと見たのか、半ば強引に谷底へ叩き落として勝負をつけてしまったこともある。
レッドサンダー
腕先から発射する破壊光線。使用したのは第137話でシュガロンに放った1回のみ。
分身
第136話で使用。2人になってグドンとビーコンと戦った。

## 未登場怪獣
当初は既存の怪獣だけでなく新怪獣も出る予定だった。以下の三怪獣は設定画が存在する。

猛毒巨虫 ビッグライガー
暗黒星雲のR星出身。

侵略ロボット スフィンガー
ミッド星人が作った地球侵略用ロボット。

豪炎怪獣 グレイガス
アリゾナの地底に生息。口から火炎を吐く。

## スタッフ
- プロデューサー：近藤恒彦
- 監督：大塚莞爾、安藤達己
- 助監督：布施修、石田徹
- 撮影：大岡新一、佐藤和美
- 照明：伊藤裕二、田中謙二
- 操演：岸浦秀一
- 音楽：山下毅雄
- 制作：円谷プロダクション

## 音楽
BGMは主題歌のインストゥルメンタル版のほか、『ミラーマン』で本編未使用となった楽曲を流用している。
主題歌「レッドマン」
作詞：藤公之介 / 作曲：山下毅雄 / 編曲：広瀬雅一 / 歌：子門真人（東宝レコード DS-1003）
メロディーが異なるNGバージョンが存在し、『子門真人 ヴォーカル・コンピレーション SONGS FOR HEROES〈桃盤〉』（1998年、日本コロムビア）に「レッドマン（タイプB）」として収録されている。「タイプB」では、2番以降も1番の歌詞が繰り返し歌われている。

イメージソング「夕陽のレッドマン」
作詞：藤公之介 / 作曲：山下毅雄 / 編曲：広瀬雅一 / 歌：子門真人（東宝レコード DS-1003）

## 出演
レッドマンを演じた久須美護が撮影途中に腕を骨折したため、後半のレッドマンは代役が演じている。136話における分身時には、左側の腰を落としてしっかり構えている方を久須美が演じている。
- 怪獣おじさん：朝戸鉄也
- レッドマン：久須美護
- 怪獣：野武士の会

## 放映リスト
サブタイトルは存在しない。
| 放送日         | 話数 | 登場怪獣               | 登場怪獣               | 登場怪獣               | 登場怪獣               | 決まり手                                                                   |
| -------------- | ---- | ---------------------- | ---------------------- | ---------------------- | ---------------------- | -------------------------------------------------------------------------- |
| 1972年 4月24日 | 1    | ダークロン             | ダークロン             | ダークロン             | ダークロン             | 左ハイキック                                                               |
| 4月25日        | 2    | ブラックキング         | ブラックキング         | ブラックキング         | ブラックキング         | レッドナイフ                                                               |
| 4月26日        | 3    | アーストロン           | アーストロン           | アーストロン           | アーストロン           | レッドナイフ                                                               |
| 4月28日        | 4    | アーストロン           | アーストロン           | アーストロン           | アーストロン           | レッドチョップ                                                             |
| 4月29日        | 5    | ブラックキング         | ブラックキング         | ブラックキング         | ブラックキング         | レッドフォール                                                             |
| 5月1日         | 6    | ガラモン               | ガラモン               | ガラモン               | ガラモン               | レッドアロー                                                               |
| 5月2日         | 7    | イカルス星人           | イカルス星人           | イカルス星人           | イカルス星人           | レッドナイフ                                                               |
| 5月3日         | 8    | ドラコ                 | ドラコ                 | ドラコ                 | ドラコ                 | レッドアロー                                                               |
| 5月4日         | 9    | イカルス星人           | イカルス星人           | イカルス星人           | イカルス星人           | レッドキック                                                               |
| 5月5日         | 10   | ガラモン               | ガラモン               | ガラモン               | ガラモン               | 巴投げ                                                                     |
| 5月6日         | 11   | ドラコ                 | ドラコ                 | ドラコ                 | ドラコ                 | レッドアロー                                                               |
| 5月8日         | 12   | ペギラ                 | ペギラ                 | ペギラ                 | ペギラ                 | レッドナイフ                                                               |
| 5月9日         | 13   | ジラース               | バルタン星人           | バルタン星人           | バルタン星人           | [ジラースとバルタン星人の同士討ち]                                         |
| 5月10日        | 14   | ゴーロン星人           | ペギラ                 | ペギラ                 | ペギラ                 | レッドナイフ(ゴーロン星人)、レッドナイフ(ペギラ)                           |
| 5月11日        | 15   | ジラース               |                        |                        |                        | レッドアロー                                                               |
| 5月12日        | 16   | ジラース               | バルタン星人           | バルタン星人           | バルタン星人           | 巴投げ(ジラース)、[逃亡](バルタン星人)                                     |
| 5月13日        | 17   | ゴーロン星人           | ゴーロン星人           | ゴーロン星人           | ゴーロン星人           | レッドフォール                                                             |
| 5月15日        | 18   | ゴモラ                 | ゴモラ                 | ゴモラ                 | ゴモラ                 | 右アッパー                                                                 |
| 5月16日        | 19   | ウー                   | カネゴン               | カネゴン               | カネゴン               | レッドアロー(ウー)、レッドアロー(カネゴン)                                 |
| 5月17日        | 20   | ウー                   | ゴモラ                 | ゴモラ                 | ゴモラ                 | レッドキック(ウー)、レッドキック(ゴモラ)                                   |
| 5月18日        | 21   | ウー                   | ゴモラ                 | ゴモラ                 | ゴモラ                 | 投げ(ウー)、レッドアロー(ゴモラ)                                           |
| 5月19日        | 22   | ウー                   | メフィラス星人         | メフィラス星人         | メフィラス星人         | レッドナイフ(ゴモラ)、レッドナイフ(メフィラス星人)                         |
| 5月20日        | 23   | ゴモラ                 | メフィラス星人         | メフィラス星人         | メフィラス星人         | レッドアロー(ゴモラ)、レッドアロー(メフィラス星人)                         |
| 5月22日        | 24   | ウー                   | ウー                   | ウー                   | ウー                   | レッドチョップ                                                             |
| 5月23日        | 25   | メフィラス星人         | メフィラス星人         | メフィラス星人         | メフィラス星人         | レッドナイフ                                                               |
| 5月24日        | 26   | サドラ                 | ダンガー               | ダンガー               | ダンガー               | レッドナイフ(サドラ)、[サドラとの戦いで死亡](ダンガー)                     |
| 5月25日        | 27   | ゴーストロン           |                        |                        |                        | レッドアロー                                                               |
| 5月26日        | 28   | ゴーストロン           | サドラー               | サドラー               | サドラー               | ニードロップ(ゴーストロン)、 [ゴーストロンとの戦いで死亡](サドラ)          |
| 5月27日        | 29   | ゴキネズラ             | ダンガー               | ダンガー               | ダンガー               | 右ストレート(ゴキネズラ)、レッドナイフ(ダンガー)                           |
| 5月29日        | 30   | ゴキネズラ             |                        |                        |                        | レッドアロー                                                               |
| 5月30日        | 31   | エレキング             | テレスドン             | テレスドン             | テレスドン             | レッドナイフ(エレキング)、巴投げ(テレスドン)                               |
| 5月31日        | 32   | エレキング             | ノコギリン             | ノコギリン             | ノコギリン             | 投げ(エレキング)、レッドアロー(ノコギリン)                                 |
| 6月1日         | 33   | エレキング             | キングマイマイ         | キングマイマイ         | キングマイマイ         | レッドアロー(エレキング)、レッドアロー(キングマイマイ)                     |
| 6月2日         | 34   | テレスドン             | テレスドン             | テレスドン             | テレスドン             | レッドチョップ                                                             |
| 6月3日         | 35   | サータン               | ベムスター             | ノコギリン             | ノコギリン             | レッドナイフ(サータン)、レッドナイフ(ベムスター)、レッドナイフ(ノコギリン) |
| 6月5日         | 36   | サータン               | ビーコン               |                        |                        | 巴投げ(サータン)、巴投げ(ビーコン)                                         |
| 6月6日         | 37   | サータン               |                        |                        |                        | レッドナイフ                                                               |
| 6月7日         | 38   | ノコギリン             | ビーコン               | ビーコン               | ビーコン               | レッドナイフ(ノコギリン)、レッドナイフ(ビーコン)                           |
| 6月8日         | 39   | ベムスター             | ビーコン               | ビーコン               | ビーコン               | 突き飛ばし(ベムスター)、、突き飛ばし(ビーコン)                             |
| 6月9日         | 40   | サータン               | ビーコン               | ビーコン               | ビーコン               | 投げ(サータン)、レッドフォール(ビーコン)                                   |
| 6月10日        | 41   | サータン               | ビーコン               | ビーコン               | ビーコン               | レッドキック(サータン)、レッドナイフ(ビーコン)                             |
| 6月12日        | 42   | サータン               |                        |                        |                        | レッドナイフ                                                               |
| 6月13日        | 43   | グロンケン             | グロンケン             | グロンケン             | グロンケン             | レッドナイフ                                                               |
| 6月14日        | 44   | ザウルス               |                        |                        |                        | レッドキック                                                               |
| 6月15日        | 45   | ザウルス               | キングストロン         | キングストロン         | キングストロン         | 背負い投げ(ザウルス)、レッドフォール(キングストロン)                       |
| 6月16日        | 46   | グロンケン             |                        |                        |                        | レッドフォール                                                             |
| 6月17日        | 47   | グロンケン             | ザウルス               | ステゴン               | ステゴン               | レッドチョップ(グロンケン)、背負い投げ(ザウルス)、レッドキック(ステゴン)   |
| 6月19日        | 48   |                        | ザウルス               |                        |                        | 巴投げ                                                                     |
| 6月20日        | 49   | ステゴン               | グロンケン             | グロンケン             | グロンケン             | 背負い投げ(ステゴン)、背負い投げ(グロンケン)                               |
| 6月21日        | 50   | ステゴン               | キングストロン         | キングストロン         | キングストロン         | 背負い投げ(ステゴン)、[ステゴンとの戦いで死亡](キングストロン)             |
| 6月22日        | 51   | ミステラー星人         | ミステラー星人         | ミステラー星人         | ミステラー星人         | レッドアロー                                                               |
| 6月23日        | 52   | アーストロン           | アーストロン           | アーストロン           | アーストロン           | レッドキック                                                               |
| 6月24日        | 53   | サータン               | サータン               | サータン               | サータン               | レッドフォール                                                             |
| 6月26日        | 54   | ミステラー星人 ダンガ― | ミステラー星人 ダンガ― | ミステラー星人 ダンガ― | ミステラー星人 ダンガ― | レッドナイフ(ミステラー星人)、レッドアロー(ダンガー)                       |
| 6月27日        | 55   | アーストロン           | ミステラー星人         | ミステラー星人         | ミステラー星人         |                                                                            |
| 6月28日        | 56   | アーストロン           | ミステラー星人         | サータン               | サータン               |                                                                            |
| 6月29日        | 57   | ゴーストロン           | ペギラ                 | ペギラ                 | ペギラ                 |                                                                            |
| 6月30日        | 58   | ザゴラス               | ザゴラス               | ザゴラス               | ザゴラス               |                                                                            |
| 7月1日         | 59   | テレスドン             | テレスドン             | テレスドン             | テレスドン             |                                                                            |
| 7月3日         | 60   | エレキング             | エレキング             | エレキング             | エレキング             |                                                                            |
| 7月4日         | 61   | ジラース               | ジラース               | ジラース               | ジラース               |                                                                            |
| 7月5日         | 62   | コダイゴン             | コダイゴン             | コダイゴン             | コダイゴン             |                                                                            |
| 7月6日         | 63   | ドラコ                 | ドラコ                 | ドラコ                 | ドラコ                 |                                                                            |
| 7月7日         | 64   | ウー                   | ウー                   | ウー                   | ウー                   |                                                                            |
| 7月8日         | 65   | イカルス星人           | イカルス星人           | イカルス星人           | イカルス星人           |                                                                            |
| 7月10日        | 66   | グラナダス             | ドラコ                 | ドラコ                 | ドラコ                 |                                                                            |
| 7月11日        | 67   | テレスドン             | ガラモン               | ガラモン               | ガラモン               |                                                                            |
| 7月12日        | 68   | エレキング             | ザゴラス               | ザゴラス               | ザゴラス               |                                                                            |
| 7月13日        | 69   | コダイゴン             | ガラモン               | ガラモン               | ガラモン               |                                                                            |
| 7月14日        | 70   | エレキング             | ジラース               | ジラース               | ジラース               |                                                                            |
| 7月15日        | 71   | イカルス星人           | イカルス星人           | イカルス星人           | イカルス星人           |                                                                            |
| 7月17日        | 72   | ウー                   | ウー                   | ウー                   | ウー                   |                                                                            |
| 7月18日        | 73   | ガラモン               | ドラコ                 | ドラコ                 | ドラコ                 |                                                                            |
| 7月19日        | 74   | テレスドン             | エレキング             | エレキング             | エレキング             |                                                                            |
| 7月20日        | 75   | イカルス星人           | ジラース               | ジラース               | ジラース               |                                                                            |
| 7月21日        | 76   | ガラモン               | ウー                   | ウー                   | ウー                   |                                                                            |
| 7月22日        | 77   | ガラモン               | ドラコ                 | ドラコ                 | ドラコ                 |                                                                            |
| 7月24日        | 78   | テレスドン             | ドラコ                 | ドラコ                 | ドラコ                 |                                                                            |
| 7月25日        | 79   | ガラモン               | ガラモン               | ガラモン               | ガラモン               |                                                                            |
| 7月26日        | 80   | ペギラ                 | ゴーストロン           | ゴーストロン           | ゴーストロン           |                                                                            |
| 7月27日        | 81   | ペギラ                 |                        |                        |                        |                                                                            |
| 7月28日        | 82   | グロンケン             | プルーマ               | プルーマ               | プルーマ               |                                                                            |
| 7月29日        | 83   | グロンケン             |                        |                        |                        |                                                                            |
| 7月31日        | 84   | ゴーストロン           | ゴーストロン           | ゴーストロン           | ゴーストロン           |                                                                            |
| 8月1日         | 85   | ペギラ                 | ペギラ                 | ペギラ                 | ペギラ                 |                                                                            |
| 8月2日         | 86   | ササヒラー             | ササヒラー             | ササヒラー             | ササヒラー             |                                                                            |
| 8月3日         | 87   | ケンタウルス星人       | ケンタウルス星人       | ケンタウルス星人       | ケンタウルス星人       |                                                                            |
| 8月4日         | 88   | ゴーストロン           | ゴーストロン           | ゴーストロン           | ゴーストロン           |                                                                            |
| 8月5日         | 89   | ペギラ                 | ペギラ                 | ペギラ                 | ペギラ                 |                                                                            |
| 8月7日         | 90   | ササヒラー             | ゴーストロン           | ゴーストロン           | ゴーストロン           |                                                                            |
| 8月8日         | 91   | ササヒラー             | ペギラ                 | ペギラ                 |                        |                                                                            |
| 8月9日         | 92   | ゴーストロン           | ペギラ                 | ペギラ                 |                        |                                                                            |
| 8月10日        | 93   | ゴーストロン           | ペギラ                 | ペギラ                 | ササヒラー             |                                                                            |
| 8月11日        | 94   | グドン                 | レッドキラー           | レッドキラー           | レッドキラー           |                                                                            |
| 8月12日        | 95   | グドン                 | ゴモラ                 | ゴモラ                 | ゴモラ                 |                                                                            |
| 8月14日        | 96   | コダイゴン             | ゴモラ                 | ゴモラ                 | ゴモラ                 |                                                                            |
| 8月15日        | 97   | コダイゴン             | グドン                 | ドラキュラス           | ドラキュラス           |                                                                            |
| 8月16日        | 98   | レッドキラー           | ゴモラ                 | ドラキュラス           | ドラキュラス           |                                                                            |
| 8月17日        | 99   | レッドキラー           | ゴモラ                 |                        |                        |                                                                            |
| 8月18日        | 100  | レッドキラー           | ジラース               |                        |                        |                                                                            |
| 8月19日        | 101  | ペギラ                 | グドン                 | グドン                 | グドン                 |                                                                            |
| 8月21日        | 102  | ゴキネズラ             | レッドキラー           | レッドキラー           | レッドキラー           |                                                                            |
| 8月22日        | 103  | グドン                 | ジラース               | ジラース               | ジラース               |                                                                            |
| 8月23日        | 104  | レッドキラー           | ペギラ                 | ペギラ                 | ペギラ                 |                                                                            |
| 8月24日        | 105  | グドン                 | ゴキネズラ             | ゴキネズラ             | ゴキネズラ             |                                                                            |
| 8月25日        | 106  | グドン                 | ペギラ                 |                        |                        |                                                                            |
| 8月26日        | 107  | グドン                 | ペギラ                 | ジラース               | レッドキラー           |                                                                            |
| 8月28日        | 108  | グドン                 | ザゴラス               | ザゴラス               | ザゴラス               |                                                                            |
| 8月29日        | 109  | シュガロン             | ジラース               | ジラース               | ジラース               |                                                                            |
| 8月30日        | 110  | グドン                 | ジラース               | ジラース               | ジラース               |                                                                            |
| 8月31日        | 111  | グドン                 | シュガロン             | シュガロン             |                        |                                                                            |
| 9月1日         | 112  | グドン                 | シュガロン             | シュガロン             | サドラ                 |                                                                            |
| 9月2日         | 113  | ザゴラス               | グドン                 | グドン                 | グドン                 |                                                                            |
| 9月4日         | 114  | イカルス星人           | イカルス星人           | イカルス星人           | イカルス星人           |                                                                            |
| 9月5日         | 115  | グドン                 | グドン                 | グドン                 | グドン                 |                                                                            |
| 9月6日         | 116  | サドラ                 | シュガロン             | シュガロン             | シュガロン             |                                                                            |
| 9月7日         | 117  | サドラ                 | グドン ザゴラス        |                        |                        |                                                                            |
| 9月8日         | 118  | サドラ                 | グドン ザゴラス        | イカルス星人           |                        |                                                                            |
| 9月9日         | 119  | サドラ                 | グドン ザゴラス        | イカルス星人           | シュガロン             | レッドナイフを地面に投擲した際の爆発で全滅                                 |
| 9月11日        | 120  | サドラ                 | ドラキュラス           | ドラキュラス           | ドラキュラス           |                                                                            |
| 9月12日        | 121  | バット星人             | イカルス星人           | イカルス星人           | イカルス星人           |                                                                            |
| 9月13日        | 122  | ビーコン               | サドラ                 | サドラ                 | サドラ                 |                                                                            |
| 9月14日        | 123  | ドラキュラス           | バット星人             | バット星人             | バット星人             |                                                                            |
| 9月15日        | 124  | ビーコン               | イカルス星人           | イカルス星人           |                        |                                                                            |
| 9月16日        | 125  | サドラ                 | イカルス星人           | イカルス星人           | ドラキュラス           |                                                                            |
| 9月18日        | 126  | サドラ                 | バット星人             | バット星人             | ビーコン               |                                                                            |
| 9月19日        | 127  | サドラ                 | バット星人             | バット星人             | ビーコン               |                                                                            |
| 9月20日        | 128  | ドラコ                 | ドラコ                 | ドラコ                 | ドラコ                 |                                                                            |
| 9月21日        | 129  | ゼットン               | ゼットン               | ゼットン               | ゼットン               |                                                                            |
| 9月22日        | 130  | コダイゴン             | コダイゴン             | コダイゴン             | コダイゴン             |                                                                            |
| 9月23日        | 131  | サドラ                 | サドラ                 | サドラ                 | サドラ                 |                                                                            |
| 9月26日        | 132  | ドラコ                 | ゼットン               | ゼットン               | ゼットン               |                                                                            |
| 9月27日        | 133  | コダイゴン             | サドラ                 |                        |                        |                                                                            |
| 9月28日        | 134  | コダイゴン             | サドラ                 | ドラコ                 | ゼットン               |                                                                            |
| 9月29日        | 135  | コダイゴン             |                        | ドラコ                 |                        |                                                                            |
| 9月30日        | 136  | グドン                 | ビーコン               | ビーコン               | ビーコン               |                                                                            |
| 10月2日        | 137  | グドン                 | シュガロン             | シュガロン             | シュガロン             | レッドサンダー                                                             |
| 10月3日        | 138  | エレキング             | エレキング             | エレキング             | エレキング             | レッドナイフで斬首                                                         |

- 4月27日はストライキ、9月25日は田中角栄首相の中国訪問の報道特別番組のため放送休止。
- 10月4日には最終回として第14話を再放送[15]。
- 放送当時の資料は一部散逸しているため、正確な放送期間が公式の記録として残されておらず、一時期は放送回数さえ不明だった[注釈 2]。現在公表されている放送期間は、のちに『ウルトラマンAGE』（辰巳出版）で円谷プロ作品年表を作る際に、新聞の記述や当時の視聴者の証言などから編集部が「信頼性が高い」と判断した情報を基にしたものだが、この年表自体、新たな情報が得られるたびにそれを検証したうえでの修正が繰り返されたものである。

## 映像ソフト化
1996年に、バンダイビジュアルより「レッドマン メモリアルボックス」として全話がレーザーディスクでソフト化されている。DVDは『円谷プロ特撮ドラマDVDコレクション』（2016年2月16日創刊、デアゴスティーニ）の117号 - 123号に収録された。

### 映像の発見状況
本作品は長期に渡ってネガフィルムの所在が不明となっていたため、1980年代に発売された書籍では、「リバーサルフィルムにて撮影されたためにネガが存在せず、ニュープリントは絶望的である」と紹介されているものも存在する。しかし、1990年代にはLDセット『流星人間ゾーン パーフェクトファイル』の映像特典として収録する『行け！ゴッドマン』のネガを探していた東宝社員により、東京現像所で「おはよう！こどもショー」名義で全話のネガが保管されているのが確認された。ただし、オープニング映像は発見されていない。
ネガフィルムの発見に数年ほど先駆けて円谷プロの保管庫からモノクロのラッシュフィルム数本が発見され、これによってネガの存在が推測されることとなった。このラッシュフィルムは、ハミングバードより『ウルトラマンタロウ』のLDソフトが発売された際、新規に主題歌のカラオケをBGMとして付けたうえで第14巻の映像特典として収録されている。

## 人気の再燃
2016年3月よりYouTubeの円谷プロ公式チャンネルで再配信が開始されたことをきっかけに、本作品の（2016年時点からすると）唐突で残虐ともいえるレッドマンの戦いぶりが注目を集めるようになり、「赤い通り魔」などと呼ばれて人気を博するようになる。これを受け、TシャツやLINEスタンプなどが発売される、本作品の資料や撮影に使われたレッドマンのマスクなどを展示するイベントが企画されるなどの盛り上がりを見せている。
こういった人気について、当時円谷プロ社長を務めていた大岡新一は「（殺戮の限りを尽くすという見方でそこだけフォーカスされることについて）そんなつもりで僕らは撮っていたわけじゃないから、『なぜだろう？』『何がウケているのかな？』っていうのは正直感じますよ」とコメントしている。また、『レッドマン』の新作を見たいという声に対しては、今では悪人みたいなテイストで作るのは無理だとして「レッドマンはそれなりに何か特性を持ったヒーローでいてほしいとなると、作り方はものすごく難しい」とコメントしている。そのほか、漫画家の唐沢なをきは「シンプル極まりない、いわばオフィシャルな怪獣ごっこ」、「突っ込みどころが固まって一本の番組になったような作品」、「ネットでみんなでわいわい騒ぎながら見るのにぴったりなパーティームービーとして認知されている」などと評している。
2022年10月14日には、フジテレビ系列で放送された『人志松本の酒のツマミになる話』でMCの松本人志（ダウンタウン）が本作品のファンであることを明かし、ゲストのお笑い芸人たちにも本作品の映像が紹介されて盛り上がった。その後、YouTubeウルトラマン公式チャンネルで同日23時から5日間連続で5エピソードが限定配信された。

## 漫画
マット・フランクによる漫画版が2018年から2019年にかけてフェーズシックスから刊行された。全3巻。
テレビシリーズに登場しなかったビッグライガーや、本作品オリジナルの怪獣が登場する。
1. 怪獣ハンター編 2018年5月30日初版発行、ISBN 978-4-909434-21-0
2. ダークチャンネル編 2018年11月30日初版発行、ISBN 978-4-909434-36-4
3. 正義の怪獣編 2019年11月27日初版発行、ISBN 978-4-909434-59-3